# Rånträsket
Rånträsket är en sjö i Luleå kommun i Norrbotten och ingår i Råneälvens huvudavrinningsområde. Sjön har en area på 0,562 kvadratkilometer och ligger 6 meter över havet. Rånträsket ligger i Råneälven Natura 2000-område.

## Delavrinningsområde
Rånträsket ingår i det delavrinningsområde (732345-179547) som SMHI kallar för Utloppet av Rånträsket. Medelhöjden är 24 meter över havet och ytan är 4,31 kvadratkilometer. Det finns inga avrinningsområden uppströms utan avrinningsområdet är högsta punkten. Vattendraget som avvattnar avrinningsområdet har biflödesordning 2, vilket innebär att vattnet flödar genom totalt 2 vattendrag innan det når havet efter 5,6 kilometer. Avrinningsområdet består mestadels av skog (66 procent). Avrinningsområdet har 0,59 kvadratkilometer vattenytor vilket ger det en sjöprocent på 13,8 procent. Bebyggelsen i området täcker en yta av 0,46 kvadratkilometer eller 11 procent av avrinningsområdet.